# Helen Fraser
Helen Miller Fraser, de casada Moyes (14 de setembre del 1881 - 2 de desembre del 1979), fou una sufragista escocesa, feminista, pedagoga, i política del Partit Liberal del Regne Unit, que més tard emigrà a Austràlia.

## Antecedents
Helen Fraser nasqué a Leeds, Yorkshire, de família escocesa. Estudià a l'Escola Superior Queen's Park, de Glasgow. Va obrir un estudi a Glasgow especialitzat en il·lustració en blanc i negre i brodat.

## Carrera política

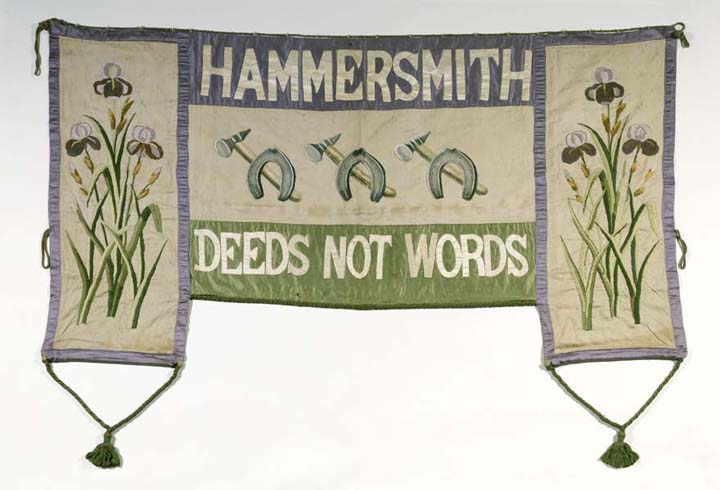
Estendard de la WSPU «Deeds Not Words» («Obres, No Paraules»)

Entrà en la Unió Social i Política de les Dones (WSPU) després d'escoltar a Theresa Billington-Greig a Glasgow. Viatjà a Anglaterra per a ajudar en la campanya de la WSPU de les eleccions parcials de Huddersfield del 1906. Fou tresorera de la WSPU de Glasgow i organitzadora escocesa, una de les 58 branques de l'associació fundades al Regne Unit. El 20 de desembre del 1906, amb Flora Drummond, Helen Fraser i tres persones més intentaren entrar al vestíbul d'estrangers del Parlament, i després d'una escaramussa Drummond fou arrestada. El 1907, Fraser organitzà una campanya de la WSPU, amb fullets de premsa sobre les manifestants: «aixafades per la policia muntada contra els rails de l'abadia, i calcigades sota els seus cascos de cavalls». Fraser va tenir ajuda de Mary Elizabeth Phillips a East Fife, i durant les eleccions parcials del 1907 a Aberdeen Sud, va conéixer Adela Pankhurst, amb qui va mantenir una estreta amistat durant tota la vida. La seua germana Annie, juntament amb Maggie Moffat, fou una de les primeres sufragistes escoceses arrestades. El 1907, Janie Allan, influenciada per Fraser i Theresa Billington-Greig, va parlar sobre l'activitat de les sufragistes i organitzà un aplec de la WSPU en St. Andrew's Hall, Glasgow.
Helen Fraser també va tenir un paper important en la campanya electoral de Hexham del 1907 de la WSPU, i fou elogiada pel Daily Mail. Va treballar amb Rachel Barrett, Elsa Gye i Mary Gawthorpe durant les eleccions parcials de Dundee de l'any següent. El 1908, Helen Fraser assistí a la «reunió monstruosa» del «Women's Sunday» i escrigué a Isabel Seymour que va ser «reeixida, però no completament satisfactòria»; Helen Fraser calculava que hi havien assistit mig milió de persones —un nombre secundat pel The Times— però va dir que «em va semblar que la massa de gent era simplement curiosa, no oposada, simplement indiferent». Helen Fraser també s'estava desil·lusionant amb les tàctiques violentes de les militants de la WSPU. Va criticar les accions d'un membre de la UEPM que havia trencat les finestres del primer ministre Herbert Henry Asquith. Abandonà la UMPM poc després, i entrà en la Unió Nacional de Societats de Sufragi Femení (NUWSS). Va ser membre del comité executiu nacional de la NUWSS durant catorze anys.
Helen Fraser era una bona oradora i tenia compromisos de discurs no sols a Escòcia, sinó en tot el Regne Unit. El 1912, va parlar en una reunió a Cambridge organitzada per l'Associació del Sufragi Femení de Cambridge, durant un curs de Conferències d'Extensió Universitària. El 1915, fou secretària honorària temporal de la Societat de Sufragi de Dones de Penarth.
Durant la Primera Guerra Mundial, fou comissionada del Comité Nacional de Salvament, adscrita a la Junta d'Agricultura per a persuadir les dones a treballar la terra. El 1917, per suggeriment de Millicent Fawcett, fou inclosa pel Govern de la UM en la Missió Oficial de Guerra Britànica als Estats Units, per a parlar sobre l'esforç bèl·lic de la Gran Bretanya. Hi viatjà per 40 estats i hi parlà 332 vegades en 312 dies. El 1918, al seu retorn a la Gran Bretanya, es publicà el seu llibre de la gira Women and War Work.
El 1918, quan les dones aconseguiren el dret a presentar-se com a candidates parlamentàries, recolzà la campanya per a triar les dones com a membres del Parlament. Va parlar a Cardiff en nom del Comité Conjunt per a la incorporació de les dones al Parlament. No es presentà a les eleccions generals del 1918. Fou membre del Comité Executiu, de l'organització successora de la NUWSS, la Unió Nacional de Societats de Sufragi Femení, del Comité d'Interessos Comuns de la Unió de Parla Anglesa. Participà en la Reunió de les Missions de Guerra Britàniques als Estats Units; fou membre del Consell per a la Societat de Nacions del Sufragi femení i de l'Institut Britànic d'Afers Internacionals.
Els seus esforços durant i després de la guerra cridaren l'atenció del primer ministre David Lloyd George, que s'uní a la seua organització Liberal Nacional. El 1922, fou la primera dona d'Escòcia candidata oficial al parlament quan la triaren pel Partit Liberal Nacional per a la Divisió Govan de Glasgow a les eleccions generals del 1922. Fou una de les tres dones candidates (totes liberals) que es van presentar a les eleccions generals d'Escòcia. Govan era un escó segur per als laboristes i no s'esperava que guanyàs. Helen Fraser era un membre important de l'Associació de Glasgow i l'Oest d'Escòcia per al Sufragi Femení. Tenia el suport de GWSAWS per a Govan en la plataforma del manifest Liberal. Aquesta plataforma incloïa pensions de viduïtat i una franquícia igualitària per a les dones. Durant la seua campanya va criticar al seu oponent masculí del Partit Laborista «l'apropiació dels nostres ideals i polítiques feministes».
El 1923 va ser a París, per a assistir a la conferència de l'Aliança Internacional de Dones com a delegada del NUWSS. Al 1923, després de la reunió entre Lloyd George i Asquith, canvià de circumscripció electoral i es presentà com a candidata del Partit Liberal per a la Divisió Hamilton de Lanarkshire en les eleccions generals del 1923. Tot i que també era membre del Partit Laborista, es creia que les seues perspectives ací eren un poc millors. Els abusos i calúmnies, però, del candidat del Partit Laborista Duncan Macgregor Graham van fer que l'experiència fos molt desagradable.
La seua darrera invitació política fou per a lluitar en les eleccions parcials del 1924 a Glasgow Kelvingrove, però el candidat conservador Walter Elliot era amic seu, i ella sabia que podia aconseguir prou vots perquè ell perdés l'escó, així que s'hi negà i va abandonar la idea d'una carrera política. Helen Fraser es traslladà a Londres, i escrivia articles independents sobre temes de dones. Va ser elegida per al Consell del districte de Kensington, per a set anys.

## Vida personal
Mentre vivia a Londres, Helen Fraser va estar en contacte amb un vell amic, James Moyes, que havia emigrat a Austràlia. La seua dona havia mort, i li demanà a Fraser que es casàs amb ell. Ella emigrà a Sydney el 1938 o 1939. A la fi de la seua vida escrigué una autobiografia, A Woman in a Man's World (Una dona en un món d'hòmens), publicada el 1971. Helen Fraser va morir a Austràlia el 1979.

## Publicacions
- Women and War Work per Helen Fraser, 1918
- A Woman in a Man's World per Helen Moyes, 1971